# Восточный Нью-Йорк (телесериал)
«Восточный Нью-Йорк» (англ. East New York) — американская полицейская драма, премьера которой состоялась на американском телеканале CBS 2 октября 2022 года.
8 мая 2023 года телеканал CBS закрыл телесериал после одного сезона.

## Сюжет
Регина Хейвуд получает должность заместителя инспектора полиции Восточного Нью-Йорка, рабочего района на окраине Бруклина. Ей придётся руководить группой офицеров и детективов, не все из которых согласны с её творческими методами работы. Всё это происходит в разгар социальных потрясений и первых семян джентрификации (реконструкции пришедших в упадок городских кварталов путём благоустройства и последующего привлечения более состоятельных жителей).

## В ролях

### Основной состав
- Джимми Смитс
- Элизабет Родригес
- Аманда Уоррен
- Рубен Сантьяго-Хадсон
- Кевин Ранкин
- Оливия Луккарди
- Лэвел Шлей
- Ричард Кайнд